# Birinci Əlicanlı
Birinci Əlicanlı è un comune dell'Azerbaigian situato nel distretto di Zərdab. Conta una popolazione di 1 143 abitanti.